# Schagen
Schagen é um município dos Países Baixos localizado na província da Holanda do Norte. Schagen recebeu o estatuto de cidade em 1415.